# إديلميرا سامبدرو روباتو
إديلميرا سامبدرو روباتو واسمها الكامل إديلميرا إغناسيا أدريانا سامبدرو أوجيجو واي روباتو (5 مارس 1906 - 23 مايو 1994) كانت كونتيسة كوفادونجا. بعد زواجها من أمير أستورياس ألفونسو دي بوربون عام 1933.